# Christuskirche (Thalborn)

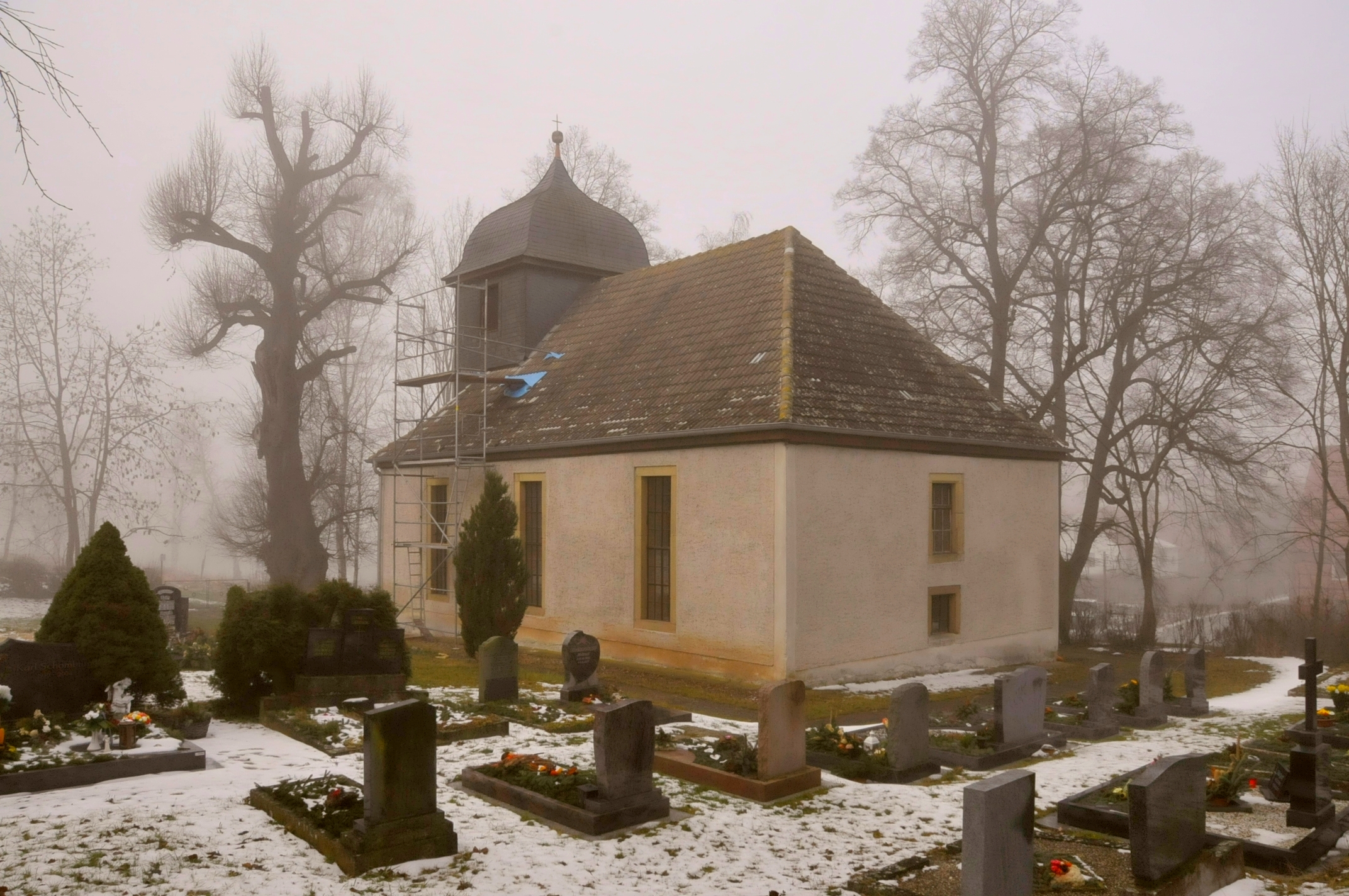
Christuskirche

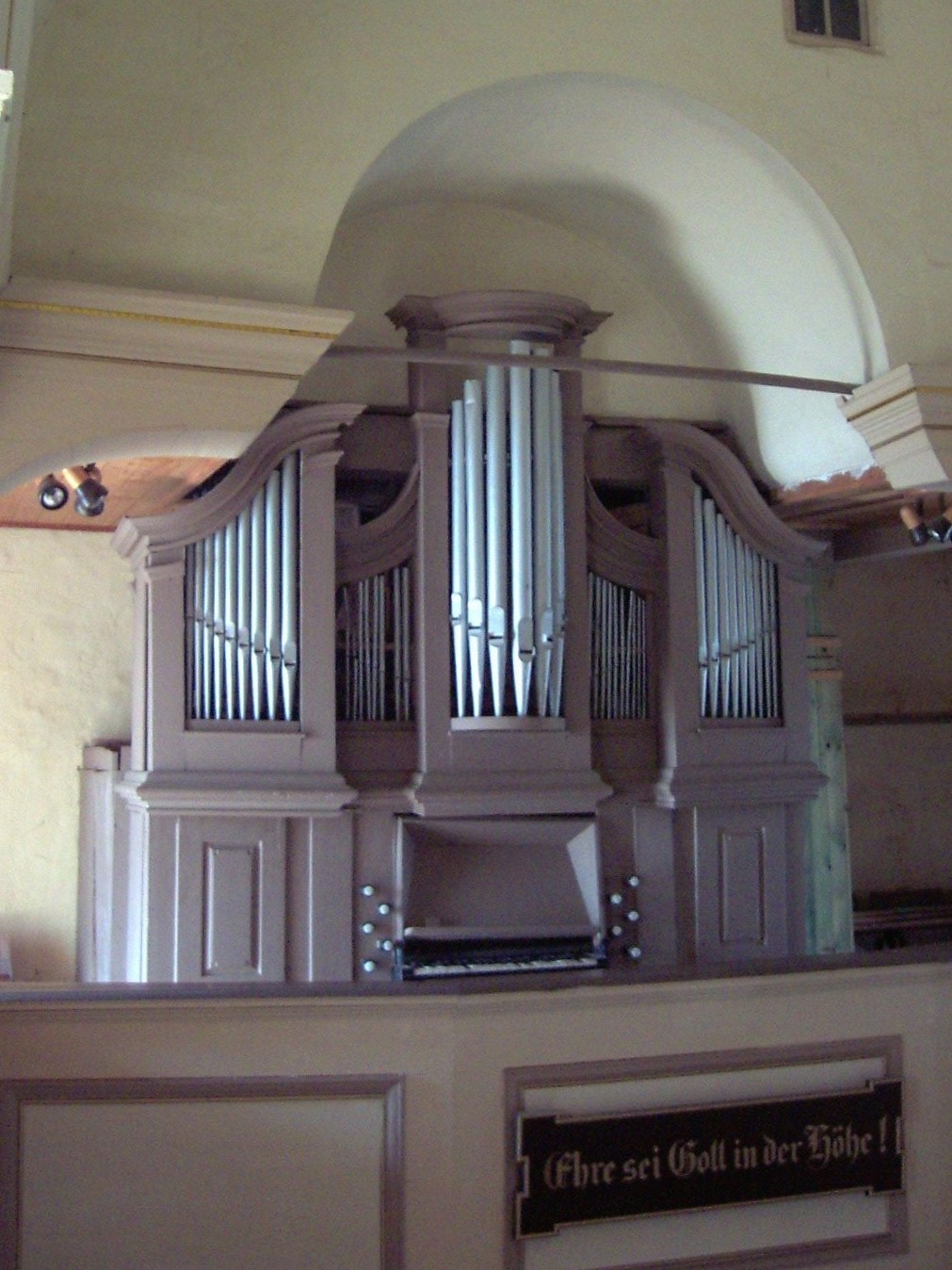
Orgel

Die denkmalgeschützte evangelisch-lutherische Christuskirche steht in Thalborn, einem Ortsteil der Landgemeinde Am Ettersberg im Landkreis Weimarer Land in Thüringen. Die Kirchengemeinde Thalborn gehört zum Pfarrbereich Neumark im Kirchenkreis Apolda-Buttstädt der Evangelischen Kirche in Mitteldeutschland.

## Beschreibung
Die massive Saalkirche wurde 1686 errichtet, wie aus einer steinernen Gedenktafel neben dem Portal hervorgeht. Sie ist zwar aus Bruchsteinen gebaut, aber verputzt. Die Kirche ist mit einem Walmdach bedeckt, aus dem sich im Westen der schiefergedeckte Dachturm erhebt, auf dem eine Haube sitzt, die mit einer Turmkugel bekrönt ist. Der Innenraum hat zweigeschossige umlaufende Emporen auf toskanischen Säulen. Er ist mit einem hölzernen Tonnengewölbe überspannt. Die Orgel mit acht Registern, verteilt auf ein Manual und Pedal, wurde 1867 von Adalbert Förtsch gebaut.